# Tarek Lazizi
Tarek Lazizi (Algeri, 8 giugno 1971) è un ex calciatore algerino, di ruolo difensore.

## Carriera

### Club
Ha giocato in Algeria, in Turchia, in Tunisia, e con l'Atlantis anche nel massimo campionato finlandese.

### Nazionale
Con la Nazionale algerina ha vinto la Coppa d'Africa e ha partecipato all'edizione di 6 anni successiva.

## Palmarès

### Nazionale
- Coppa d'Africa: 1

Algeria 1990